# Frank Black 93-03
Frank Black 93–03 es un álbum recopilatorio del músico estadounidense de rock alternativo Frank Black. Comprende temas de sus diez años de carrera en solitario después de disolver Pixies en 1993, además de canciones junto a su banda de apoyo "The Catholics". Además, incluye una canción de su siguiente álbum Bluefinger, a modo de pista oculta, "Threshold Apprehension". El lanzamiento viene acompañado de un segundo disco con grabaciones en directo, que varían dependiendo de dónde se editó el disco.

## Lista de canciones
- Todas las canciones compuestas por Black Francis

### Disco 1
1. "Los Angeles" - 4:09
2. "Ten Percenter" - 3:29
3. "Czar" - 2:42
4. "Old Black Dawning" - 2:04
5. "(I Want to Live on An) Abstract Plain" - 2:19
6. "Calistan" - 3:24
7. "Speedy Marie" - 3:35
8. "Headache" - 2:54
9. "Freedom Rock" - 4:19
10. "Men in Black" - 3:03
11. "You Ain't Me" - 2:43
12. "I Don't Want to Hurt You (Every Single Time)" - 3:05
13. "All My Ghosts" - 3:33
14. "I Gotta Move" - 3:38
15. "Bad Harmony" - 3:19
16. "Western Star" - 3:11
17. "Robert Onion" - 4:01
18. "Hermaphroditos" - 4:12
19. "Velvety" - 2:29
20. "California Bound" - 3:25
21. "Massif Centrale" - 4:54
22. "Manitoba" - 4:34
23. "Threshold Apprehension" [Radio Edit] - 3:52

### Disco 2
Pistas adicionales en directo (Estados Unidos)
1. "Deadman’s Curve"
2. "Raiderman"
3. "My Terrible Ways"
4. "I’ll Be Blue"
5. "Johnny Barleycorn"
6. "Ten Percenter"
7. "Dog Gone"
8. "The Swimmer"
9. "Suffering"

Pistas adicionales en directo (Europa y Australia)
1. "Bullet"
2. "Nadine"
3. "Remake/Remodel"
4. "Living on Soul"
5. "That Burnt Out Rock 'n' Roll"
6. "All Around the World"
7. "Six Sixty Six"
8. "Horrible Day"
9. "(Do What You Want) Gyaneshwar "

Pistas adicionales en directo (edición japonesa)
1. "Ten Percenter"
2. "Deadman’s Curve"
3. "My Terrible Ways"
4. "I’ll Be Blue"
5. "Bullet"
6. "Nadine"
7. "Remake/Remodel"
8. "Living on Soul"
9. "Suffering"
10. "I Burn Today"
11. "I’m Not Dead (I’m in Pittsburgh)" - (coescrita con Reid Paley)
12. "Sing for Joy"